# Peder Villemoes Andersen
Peder Villemoes Andersen (født 9. april 1884 i Højby, død 25. september 1956 i Egebjerg) var en dansk gårdejer og gymnast
Peder Villemoes Andersen deltog på det danske hold i svensk system ved OL 1912 i Stockholm, hvor blot tre hold stillede op på Stockholms Stadion. Holdene kunne bestå af 16-40 gymnaster, og det svenske hold vandt klart med 937,46 point foran Danmark med 898,84 point, mens Norge blev nummer tre med 857,21 point.
Peder Villemoes Andersen var gift med Ellen Willemoes, født Thomsen.